# Кайла (Росія)
Кайла́ (рос. Кайла) — село у складі Яйського округу Кемеровської області, Росія.

## Населення
Населення — 726 осіб (2010; 834 у 2002).
Національний склад (станом на 2002 рік):
- росіяни — 92 %